# Baxterley
Baxterley – wieś w Anglii, w hrabstwie Warwickshire, w dystrykcie North Warwickshire. Leży 33 km na północ od miasta Warwick i 155 km na północny zachód od Londynu. W 2001 miejscowość liczyła 335 mieszkańców.